# 2025年太平洋颶風季
2025年太平洋颶風季是每年一度全球熱帶氣旋產生週期的一部分。東太平洋颶風季從2025年5月15日開始；而中太平洋颶風季從2025年6月開始。本條目的範圍僅侷限於赤道以北及國際換日線以東的太平洋，於赤道以北及國際換日線以西的太平洋水域產生的風暴則被稱為颱風，並被列入2025年太平洋颱風季。在東、中太平洋產生的熱帶風暴分別是由美國國家颶風中心（英語：NHC）及中太平洋颶風中心（英語：CPHC）命名，國際編號分別為xxE或xxC。更多關於東、中太平洋的颶風，請參見太平洋颶風季。

## 已被國際命名的熱帶氣旋

### 熱帶風暴阿爾文（Alvin）
5月25日，一個低氣壓在瓦哈卡州南方生成，美國海軍研究實驗室給予擾動編號90E。
5月28日下午2時，國家颶風中心將其升格為熱帶低氣壓，給予熱帶氣旋編號01E。
5月29日上午8時，國家颶風中心將其升格為熱帶風暴，並命名為阿爾文（Alvin）。
5月31日上午8時，國家颶風中心認為阿爾文已轉化為一後熱帶氣旋。

#### 事後調整
國家颶風中心將阿爾文的轉化時間提前至5月30日。

### 颶風芭芭拉（Barbara）
6月5日，一個低氣壓在恰帕斯州以南生成，美國海軍研究實驗室給予擾動編號92E。
6月8日上午2時，國家颶風中心直接將其升格為熱帶風暴，並命名為芭芭拉（Barbara）。
6月9日上午5時，國家颶風中心將其升格為一級颶風。下午5時，國家颶風中心將其降格為熱帶風暴。
6月10日下午8時，國家颶風中心表示芭芭拉已减弱為一殘餘低壓。

### 熱帶風暴科斯梅（Cosme）
6月4日，一個低氣壓在墨西哥以南生成，美國海軍研究實驗室給予擾動編號91E。
6月8日上午8時，國家颶風中心將其升格為熱帶低氣壓，給予熱帶氣旋編號03E。
下午2時，國家颶風中心將其升格為熱帶風暴，並命名為科斯梅（Cosme）。
6月11日上午5時，國家颶風中心表示科斯梅已减弱為一殘餘低壓。

### 熱帶風暴達利拉（Dalila）
6月10日，一個低氣壓在恰帕斯州以南生成，美國海軍研究實驗室給予擾動編號93E。
6月12日下午2時，國家颶風中心判定其為一潛在熱帶氣旋，給予熱帶氣旋編號04E。
6月13日上午5時，國家颶風中心將其升格為熱帶低氣壓。上午8時，國家颶風中心將其升格為熱帶風暴，並命名為達利拉（Dalila）。
6月15日下午8時，國家颶風中心表示達利拉已轉化為一後熱帶氣旋。

#### 事後調整
國家颶風中心將達利拉的中心氣壓下調至992百帕。

### 颶風埃里克（Erick）
6月13日，一個低氣壓在哥斯達黎加以西近海生成，美國海軍研究實驗室給予擾動編號94E。
6月16日下午2時，國家颶風中心判定其為一潛在熱帶氣旋，給予熱帶氣旋編號05E。下午8時，國家颶風中心將其升格為熱帶低氣壓。
6月17日上午2時，國家颶風中心將其升格為熱帶風暴，並命名為埃里克（Erick）。
6月18日上午5時，國家颶風中心將其升格為一級颶風。上午11時，國家颶風中心將其升格為二級颶風。下午5時，國家颶風中心將其升格為三級颶風。下午11時，國家颶風中心將其升格為四級颶風。
6月19日上午5時，國家颶風中心表示埃里克在墨西哥瓦哈卡西部登陸，登陸時強度為110節（205公里每小時），並將其降格為三級颶風。上午8時，國家颶風中心直接將其降格為一級颶風。下午2時，國家颶風中心將其降格為熱帶風暴。下午5時，國家颶風中心將其降格為熱帶低氣壓。下午8時，國家颶風中心表示埃里克已轉化為一後熱帶氣旋。

### 颶風弗洛茜（Flossie）
6月22日，一個低氣壓在尼加拉瓜西南方生成，美國海軍研究實驗室給予擾動編號95E。
6月29日上午2時，國家颶風中心將其升格為熱帶低氣壓，給予熱帶氣旋編號06E。上午8時，國家颶風中心將其升格為熱帶風暴，並命名為弗洛茜（Flossie）。
6月30日下午8時，國家颶風中心將其升格為一級颶風。
7月1日上午5時，弗洛茜將位於大西洋的熱帶風暴巴里殘餘吞併環流中。上午8時，國家颶風中心將其升格為二級颶風。下午8時，國家颶風中心將其升格為三級颶風。
7月2日上午8時，國家颶風中心將其降格為二級颶風。下午8時，國家颶風中心將其降格為一級颶風。
7月3日上午2時，國家颶風中心將其降格為熱帶風暴。下午2時，國家颶風中心表示弗洛茜已轉化為一後熱帶氣旋。

#### 事後調整
國家颶風中心將弗洛茜的巔峰風速上調至105節（每小時195公里），中心氣壓則下調至958百帕斯卡。

### 颶風艾歐娜（Iona）
7月24日，一個低氣壓在中太平洋海域以東生成，美國海軍研究實驗室給予擾動編號97E。
7月25日下午5時，國家颶風中心認為97E已進入中太平洋海域，交由中太平洋颶風中心對其繼續發報。同時，美國海軍研究實驗室重新給予擾動編號90C。
7月27日上午2時，中太平洋颶風中心將其升格為熱帶低氣壓，給予熱帶氣旋編號01C。下午8時，中太平洋颶風中心將其升格為熱帶風暴，並命名為艾歐娜（Iona）。
7月28日上午8時，中太平洋颶風中心將其升格為一級颶風。
7月29日上午2時，中太平洋颶風中心直接將其升格為三級颶風。
7月30日上午2時，中太平洋颶風中心將其降格為二級颶風。上午8時，中太平洋颶風中心將其降格為一級颶風。下午2時，中太平洋颶風中心將其降格為熱帶風暴。
8月1日下午8時，中太平洋颶風中心將其降格為熱帶低氣壓。同時艾歐娜即將跨越國際換日線進入西北太平洋，中太平洋颶風中心對其發佈最後一報，並交由日本氣象廳繼續對其發報。

### 熱帶風暴凱利（Keli）
7月27日，一個低氣壓在中太平洋與東太平洋海域交界處附近生成，美國海軍研究實驗室給予擾動編號91C。
7月28日上午8時，中太平洋颶風中心將其升格為熱帶低氣壓，給予熱帶氣旋編號02C。下午2時，中太平洋颶風中心將其升格為熱帶風暴，並命名為凱利（Keli）。
7月30日下午2時，中太平洋颶風中心表示凱利已减弱為一殘餘低壓。

### 颶風吉爾（Gil）
7月27日，一個低氣壓在墨西哥以南海域生成，美國海軍研究實驗室給予擾動編號99E。
7月31日上午2時，國家颶風中心直接將其升格為熱帶風暴，並命名為吉爾（Gil）。
8月1日下午8時，國家颶風中心將其升格為一級颶風。
8月2日上午8時，國家颶風中心將其降格為熱帶風暴。
8月3日上午8時，國家颶風中心認為吉爾已轉化為一後熱帶氣旋。

### 颶風亨麗埃特（Henriette）
8月1日，一個低氣壓在墨西哥以南海域生成，美國海軍研究實驗室給予擾動編號90E。
8月4日上午2時，國家颶風中心將其升格為熱帶低氣壓，給予熱帶氣旋編號08E。下午2時，國家颶風中心將其升格為熱帶風暴，並命名為亨麗埃特（Henriette）。
8月8日上午2時，國家颶風中心認為亨麗埃特已進入中太平洋海域，交由中太平洋颶風中心對其繼續發報。下午2時，中太平洋颶風中心認為亨麗埃特已轉化為一後熱帶氣旋。
8月9日上午2時，中太平洋颶風中心重新將其升格為熱帶低氣壓。下午2時，中太平洋颶風中心將其升格為熱帶風暴。
8月10日下午2時，中太平洋颶風中心將其升格為一級颶風。
8月12日上午8時，中太平洋颶風中心將其降格為熱帶風暴。
8月13日上午2時，中太平洋颶風中心認為亨麗埃特已轉化為一後熱帶氣旋。

### 熱帶風暴伊沃（Ivo）
8月4日，一個低氣壓在哥斯達黎加西南方海域生成，美國海軍研究實驗室給予擾動編號91E。
8月6日下午2時，國家颶風中心直接將其升格為熱帶風暴，並命名為伊沃（Ivo）。
8月10日下午8時，國家颶風中心將其降格為熱帶低氣壓。
8月11日上午8時，國家颶風中心認為其已轉化為一後熱帶氣旋。

## 風暴名稱

### 東太平洋
下面的名字將被用於於2025年在東北太平洋形成而又被命名的風暴。如果有退役名稱的話，將由世界氣象組織在2026年春天宣布。在這個名單中未退役的名字將在2031年的風季中再次使用。黑色體字表示今年已經使用過，黑色粗體名稱則表示該風暴活躍中，未使用之名字則以灰色字體表示。
| - Alvin - Barbara - Cosme - Dalila - Erick - Flossie - Gil - Henriette | - Ivo - Juliette - Kiko（未用） - Lorena（未用） - Mario（未用） - Narda（未用） - Octave（未用） - Priscilla（未用） | - Raymond（未用） - Sonia（未用） - Tico（未用） - Velma（未用） - Wallis（未用） - Xina（未用） - York（未用） - Zelda（未用） |

### 中太平洋
下列名稱將用於2025年在中太平洋形成的風暴。
| - Iona | - Keli | - Lala | - Moke（未用） |  |

## 颶風季影響
以下圖表顯示了2025年太平洋颶風季的所有熱帶氣旋以及它們的登陸資料(如有)。在括號內的死亡人數屬於非直接，但仍與風暴有關的死亡。所有破壞及死亡數字都包括風暴在擾動及溫帶氣旋階段時的資料。
ACE的計算公式：{\displaystyle \sum _{}^{}{\frac {{v_{\mathrm {max} }}^{2}}{10^{4}}},}，單位為{\displaystyle 10^{4}kt^{2}}。
| 萨菲尔-辛普森飓风风力等级 |    |    |    |    |    |    |
| TD                        | TS | C1 | C2 | C3 | C4 | C5 |

| 阿爾文   | 5月28日－5月30日                | 热带风暴 | 60 (95)   | 999  | 中美洲、下加利福尼亞半島、墨西哥西部             | >$62.9萬 | 1  |  |
| 芭芭拉   | 6月8日－6月10日                 | 一级飓风 | 75 (120)  | 991  | 墨西哥西南部                                     | 無       | 無 |  |
| 科斯梅   | 6月8日－6月11日                 | 热带风暴 | 70 (110)  | 992  | 無                                               | 無       | 無 |  |
| 達利拉   | 6月13日－6月15日                | 热带风暴 | 65 (100)  | 992  | 墨西哥西南部                                     | $3940萬  | 1  |  |
| 埃里克   | 6月16日－6月19日                | 四级飓风 | 145 (230) | 939  | 中美洲、墨西哥南部、墨西哥西南部                 | >$2.5億  | 24 |  |
| 弗洛茜   | 6月29日－7月3日                 | 三级飓风 | 120 (195) | 958  | 墨西哥西南部、雷維利亞希赫多群島                 | 很少     | 1  |  |
| 艾歐娜   | 7月27日－8月1日（離開中太平洋） | 三级飓风 | 125 (205) | 957  | 無                                               | 無       | 無 |  |
| 凱利     | 7月28日－7月30日                | 热带风暴 | 40 (65)   | 1006 | 無                                               | 無       | 無 |  |
| 吉爾     | 7月31日－8月3日                 | 一级飓风 | 75 (120)  | 991  | 無                                               | 無       | 無 |  |
| 亨麗埃特 | 8月4日－8月13日                 | 一级飓风 | 85 (140)  | 986  | 無                                               | 無       | 無 |  |
| 伊沃     | 8月6日－8月11日                 | 热带风暴 | 65 (100)  | 999  | 墨西哥西部、雷維利亞希赫多群島、南下加利福尼亞州 | >$5.8萬  | 無 |  |
| 季节总结 |                                 |          |           |      |                                                  |          |    |  |
| 11个气旋 | 5月28日－（風季未結束）         |          | 145 (230) | 939  |                                                  | >$2.9億  | 27 |  |

## 外部連結
- 美國國家颶風中心（页面存档备份，存于）
- 美國中太平洋颶風中心（页面存档备份，存于）
- 美國海軍實驗室（页面存档备份，存于）
- ACE（页面存档备份，存于）